# (1795) Woltjer
(1795) Woltjer es un asteroide que forma parte del cinturón de asteroides y fue descubierto el 24 de septiembre de 1960 por Ingrid van Houten-Groeneveld, Cornelis Johannes van Houten y Tom Gehrels desde el observatorio del Monte Palomar, Estados Unidos.

## Designación y nombre
Woltjer recibió inicialmente la designación de 4010 P-L.
Más tarde se nombró en honor del astrónomo neerlandés Jan J. Woltjer (1891-1946).

## Características orbitales
Woltjer orbita a una distancia media de 2,786 ua del Sol, pudiendo alejarse hasta 3,315 ua y acercarse hasta 2,256 ua. Tiene una inclinación orbital de 7,527° y una excentricidad de 0,1901. Emplea 1698 días en completar una órbita alrededor del Sol.